# Pilea hydrocotyliflora
Pilea hydrocotyliflora là loài thực vật có hoa trong họ Tầm ma. Loài này được Killip miêu tả khoa học đầu tiên năm 1936.